# Torben Bjerre-Madsen
Torben Bjerre-Madsen (født 1957) er en dansk erhvervsleder. Han er bestyrelsesformand i Århus Elite og aktivt bestyrelsesmedlem i en række virksomheder i ind- og udlandet herunder bl.a. Xergi A/S, Superfos Industries A/S, VKR Holding A/S og Hansen Transmissions B.V. Han har tidligere været administrerende direktør i NEG Micon, hvor han var en af de medvirkende kræfter i fusionen mellem Vestas og NEG Micon. Han har været viceadm. direktør i Vestas og var i 2006 konstitueret adm. direktør for Superfos.
Han bor i Skåde i Højbjerg med en kone og 3 børn. Inden familien flyttede til Århus boede de i København, men da Torben Bjerre-Madsen fik job i Århus, flyttede familien.